# Берикуль (нижний приток Кии)
Берикуль — река в Кемеровской области России, левый приток Кии (бассейн Оби). Устье находится в 142 км от устья по левому берегу Кии. Протяжённость реки 62 км, площадь водосбора — 749 км².
Берёт начало из пруда в урочище Берикульском. Протекает через населённые пункты Берикуль и Правдинка. В бассейне реки также находится село Воскресенка.
Притоки (по порядку от устья) — Лебёдка, Полубабка, Камышинка, Воскресенка.

## Данные водного реестра
По данным государственного водного реестра России относится к Верхнеобскому бассейновому округу, водохозяйственный участок реки — Чулым от водомерного поста в селе Зырянском и до устья, речной подбассейн реки — Чулым. Речной бассейн реки — (Верхняя) Обь до впадения Иртыша.